# Florin Axinia
Florin Vasile Axinia (de asemenea cunoscut ca Florin Axinia II, n. 28 ianuarie 1974) este un fost fotbalist român care a jucat pe postul de atacant. Cu excepția returului sezonului 1997-1998 și a turului sezonului următor în care a jucat la Național București, Axinia a jucat toată cariera sa pentru Ceahlăul Piatra Neamț, pentru care a marcat 82 de goluri în 293 de meciuri. Axinia este cel mai bun marcator al Ceahlăului din toate timpurile și a fost căpitanul echipei în 72 de meciuri.

## Legături externe
- Florin Axinia la romaniansoccer.ro